# リュック＝アルベール・モロー
リュック＝アルベール・モロー（Luc-Albert Moreau、1882年12月9日 - 1948年4月29日）は、フランスの画家、版画家、イラストレーターである。1914年ころまで暗い色調で写実的なスタイルの画家グループ「バンド・ノワール」の画家として活動した。

## 略歴
パリで生まれた。パリのフランス国立東洋言語文化学院を卒業した後、1905年に私立の美術学校、アカデミー・ジュリアンに入学し、ジャン＝ポール・ローランスのスタジオで学び、アンドレ・デュノイエ・ド・スゴンザック（André Dunoyer de Segonzac: 1884-1974）と友人になった。2年後、アカデミー・ドゥ・ラ・パレットにも通い、画家のジャン＝ルイ・ブサンゴー（Jean-Louis Boussingault (1883-1943）とも親しくなった。ブサンゴーとド・スゴンザックとともに1908年と1909年の夏は南仏のサントロペで過ごし絵を描いた。このころパリのアンデパンダン展に初めて出展した。
前衛的な画家たちの中で活動し、1911年にはパリで開かれたノルマンディ現代美術協会(Société Normande de Peinture Moderne)の展覧会にも出展した。1912年のサロン・ドートンヌではキュビスムの画家の中に出展し、1912年の展覧会「セクション・ドール展(Salon de la Section d'Or)」にも出展しミュンヘンの「青騎士」のメンバーにも招かれた。
第一次世界大戦が始まり、1914年8月に召集され、歩兵の将校として働き、1918年6月に重傷を負った:この間、多くの戦場のスケッチをし、「Suite de Guerre（戦いの後）」という画集を制作し、戦後は版画に専念し、1926年から1929年の間に、ボクシングを題材にした「Physiologie de la boxe」などの連作を制作した。
1919年に、独立芸術家協会の副会長に選ばれた。
画家のジャック・ジョルダン（Jacques Jourdan: 1880-1916）の未亡人で音楽家のエレーヌ・ジュルダン＝モランジュ（1888-1961）と親しくなり、エレーヌを通じて音楽家のモーリス・ラヴェルらとも親しくなり、クロード・ドビュッシーのバレー劇「カンマ」の衣装デザインもした。1946年に20年間の同棲生活の後、エレーヌと結婚の手続きをした。.
1948年4月にパリで亡くなった。

## 作品

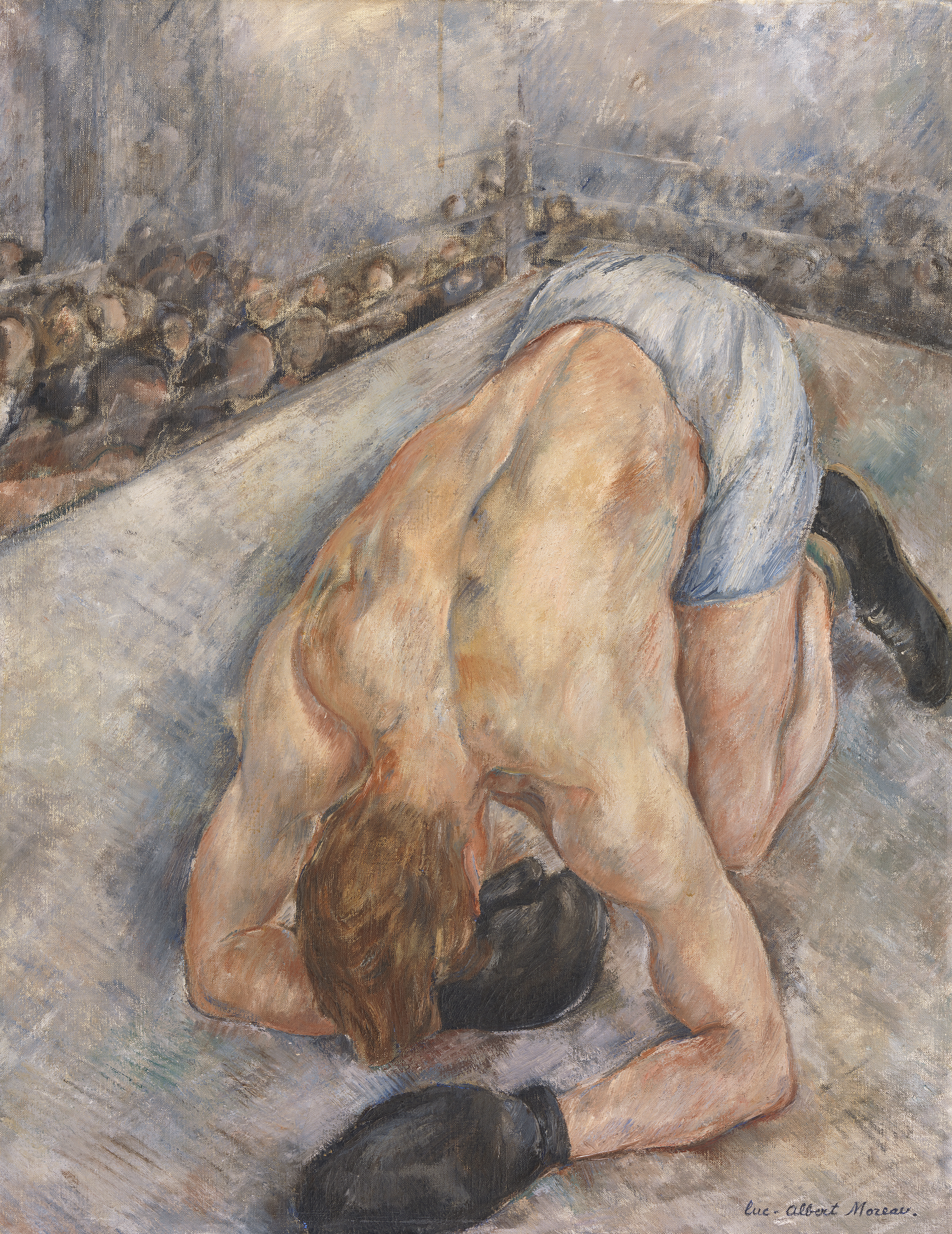
ノック・アウト(c.1927) アイルランド国立美術館
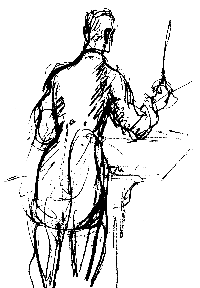
ボレロを指揮するモーリス・ラヴェル
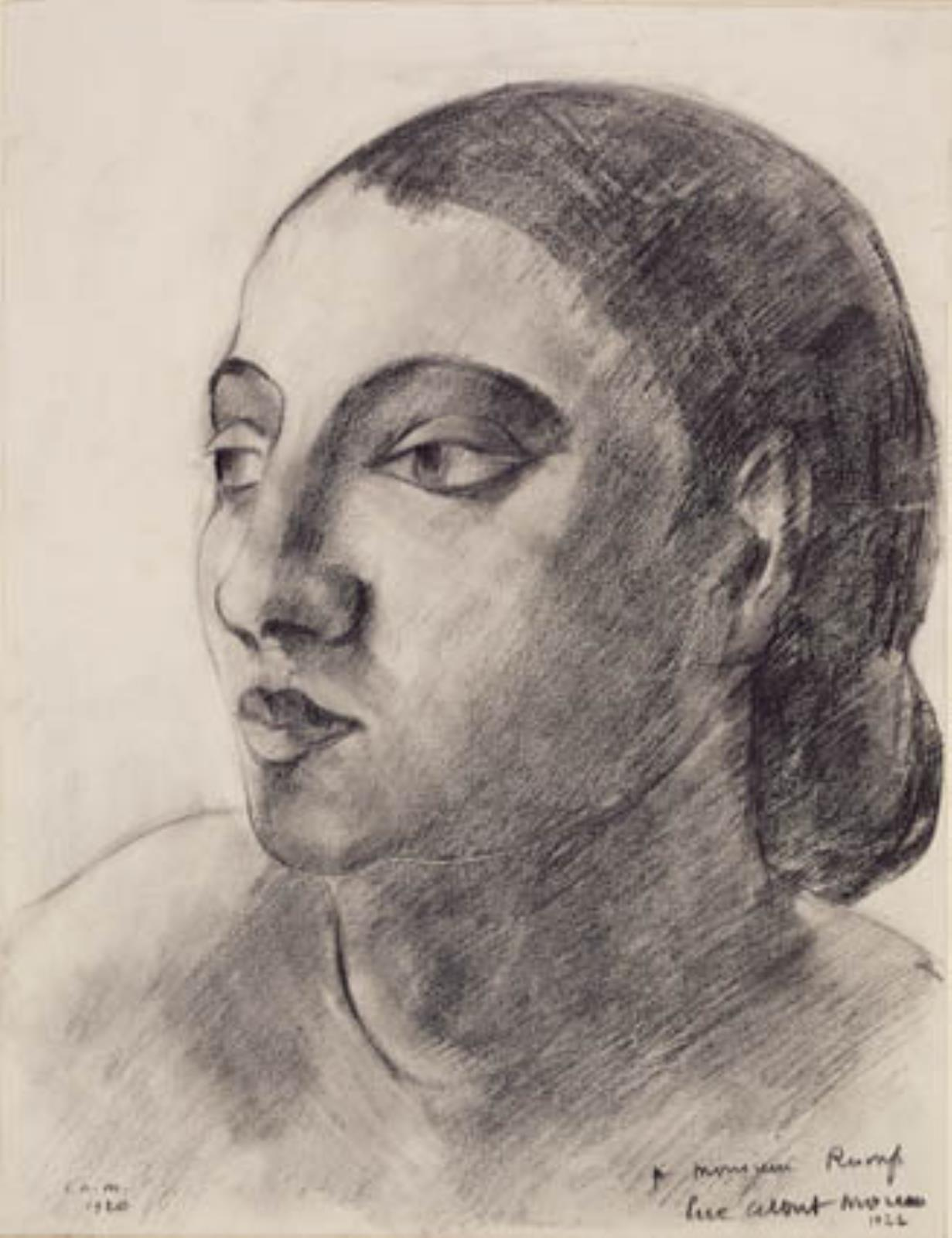
ペン画作品
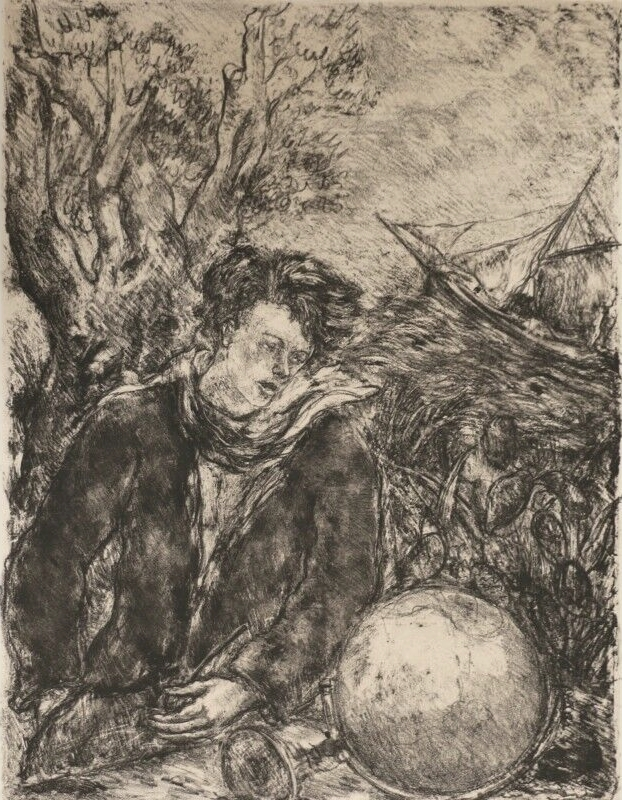
版画作品「Hommage à Rimbaud,」